# Donatas Banionis
Donatas Banionis (28. dubna 1924 Kaunas – 4. září 2014 Vilnius) byl litevský herec. Za svůj život ztvárnil přes 80 filmových rolí, z nichž nejznámější byla hlavní role v Tarkovského slavném snímku Solaris (1972). Vladimir Putin kdysi prohlásil, že Banionisovo ztvárnění agenta Ladejnikova ve filmu Mrtvá sezona (1968) ho přimělo vstoupit do KGB. Od roku 1960 byl členem Komunistické strany Sovětského svazu. V letech 1974-1979 byl členem Nejvyššího Sovětu Sovětského svazu. V roce 1974 byl jmenován Národním umělcem SSSR. Působil takřka celou kariéru v divadle ve městě Panevėžys, které na konci 80. let vedl i jako ředitel.